# Język buli (austronezyjski)
Język buli – język austronezyjski używany w prowincji Moluki Północne w Indonezji, w regionie centralnej Halmahery. Według danych z 2000 roku posługuje się nim 2520 osób.
Posługuje się nim grupa etniczna Buli (według szacunków z 2006 r. licząca 5700 osób, mieszkańców 9 wsi). Terytorium Buli obejmuje rejon zatoki o tej samej nazwie, ale historycznie mieli zamieszkiwać okolice zatoki Kao (Kau). Dzisiejszy obszar społeczności językowej to fragment północno-wschodniego półwyspu Halmahery (tereny wzdłuż wybrzeża południowo-wschodniego).
Dzieli się na dwa dialekty: buli właściwy, wayamli (jawanli, wajamli). Różnice między nimi są mało znaczące. Ten drugi dialekt był także wzmiankowany jako odrębny język. Buli jest znany również społeczności posługującej się językiem sawai (jako drugi język). Blisko spokrewnione języki to patani i maba.
Na poziomie słownictwa wykazuje wpływy języka malajskiego (w tym lokalnego malajskiego) oraz papuaskich języków Halmahery (ternate, tidore i tobelo). Za pośrednictwem ternate, tidore (i przypuszczalnie malajskiego) zaczerpnął też pewną grupę słownictwa europejskiego (portugalskiego, hiszpańskiego i niderlandzkiego). Występują również pożyczki jawajskie, pochodzące z bliżej niesprecyzowanego źródła.
Jeden z najwcześniej, a zarazem najdokładniej poznanych języków południowohalmaherskich. Jego dokumentacją zajmował się misjonarz G. Maan, który opublikował listę słownictwa (1940) oraz opis gramatyki, wraz ze zbiorem tekstów (1951) . Pewne dane leksykalne dot. tego języka zawarto też w publikacji z 1980 r. W 2022 r. ukazało się kolejne opracowanie leksykograficzne, powstałe pod auspicjami Kantor Bahasa Provinsi Maluku Utara. Buli nie wykształcił piśmiennictwa.